# Nazionale maschile di rugby a 7 della Spagna
La nazionale di rugby a 7 della Spagna è la selezione che rappresenta la Spagna a livello internazionale nel rugby a 7.
La nazionale spagnola partecipa alle World Rugby Sevens Series e alla Coppa del Mondo di rugby a 7, oltre a prendere parte anche al Sevens Grand Prix Series di Rugby Europe.
Tra le sue migliori prestazioni in Coppa del Mondo spicca il raggiungimento della finale valevole per il Plate, persa 19-12 contro l'Argentina, durante l'edizione inaugurale del 1993.

## Partecipazioni ai principali tornei internazionali
- 2016: 10º posto

- 1993: finalista Plate
- 1997: quarti di finale Plate
- 2001: semifinale Plate
- 2005: n.p.
- 2009: n.p.
- 2013: quarti di finale Bowl

- 1999-00: 16º posto
- 2000-01 fino a 2010-11: n.p.
- 2011-12: 14º posto
- 2012-13: 15º posto
- 2013-14: 15º posto
- 2014-15: n.p.
- 2015-16: n.p.
- 2016-17: n.p.
- 2017-18: 11º posto
- 2018-19: 12º posto
- 2019-20: 14º posto

- 2003: 7º posto
- 2004: 8º posto
- 2005: 5º posto
- 2006: 8º posto
- 2007: 4º posto
- 2008: 6º posto
- 2009: 4º posto
- 2010: 4º posto
- 2011:  3º posto
- 2012: 4º posto
- 2013: 10º posto
- 2014: 5º posto
- 2015:  2º posto
- 2016:  3º posto
- 2017:  3º posto
- 2018: 9º posto
- 2019: 4º posto